# Pentecopterus decorahensis
Pentecopterus decorahensis es la única especie del género monotípico extinto de "escorpión marino" (euriptérido) que vivió durante el período Ordovícico, hace unos 467,3 millones de años en Iowa, Estados Unidos.

## Descripción
El nombre del género se refiere al "pentecóntero", un antiguo navío de guerra griego, debido a las similitudes en su forma y por su comportamiento depredador. Es el euriptérido más antiguo descrito, y, con una longitud estimada de más de 1'83 metros, uno de los mayores artrópodos jamás descubiertos, similar en tamaño al famoso Arthropleura, similar a un milpiés. Otros notables "escorpiones marinos" incluyen a los géneros más recientes Acutiramus del Silúrico, y Jaekelopterus del Devónico, siendo este último el único artrópodo conocido que sobrepasa en talla a P. decorahensis. De acuerdo con el investigador James Lamsdell, de la Universidad de Yale, P. decorahensis "es el primer depredador grande verdadero".

## Descubrimiento
Científicos del Servicio Geológico de Iowa y la Universidad de Yale descubrieron, ya en 2005 (pero principalmente durante el año 2010) 150 piezas fósiles de al menos 30 individuos, cerca de 30 metros por debajo del curso alto del río Iowa, dentro del cráter Decorah, un antiguo cráter producido por un meteorito.